# Beaver (Alasca)
Beaver é uma Região censo-designada localizada no estado americano de Alasca, no Distrito de Yukon-Koyukuk.

## Demografia
Segundo o censo americano de 2000, a sua população era de 84 habitantes.

## Geografia
De acordo com o United States Census Bureau, a localidade tem uma área de 55,9 km², dos quais 53,1 km² cobertos por terra e 2,8 km² cobertos por água.

## Localidades na vizinhança
O diagrama seguinte representa as localidades num raio de 104 km ao redor de Beaver. 